# I Do, I Do, I Do, I Do, I Do
«I Do, I Do, I Do, I Do, I Do» (acepto, acepto, acepto, acepto, acepto) es una canción y un sencillo lanzado por el grupo sueco ABBA.

## La canción
La canción fue escrita por Björn, Benny y Stig, y fue grabada el 21 de febrero de 1975, en el estudio Metronome de Estocolmo. Es una canción con un poco de estilo de los 50's que habla acerca de una mujer que le da el "sí" a un hombre y le dice que ella también lo ama a él. Este tema viene incluido en el disco ABBA como la pista número 7.
Los sencillos que siguieron a "Waterloo" no fueron tan exitosos y quedaron a la sombra de este último, y esta canción fue la que los retomó a la cima de las listas en diversos lugares del mundo como en: Australia, Nueva Zelanda, Suiza y Sudáfrica; llegaron al Top 5 en Noruega, Bélgica, Holanda, Austria, España y Zimbabue; en Alemania llegaron al 6 mientras que en Estados Unidos quedaron en el 15. Solo en el Reino Unido, la canción no tuvo mucho éxito, de hecho sería su peor entrada en listas de ese país , pero ABBA se levantaría ahí con S.O.S. y Mamma Mia.
En Australia, la popularidad del lanzamiento se dio gracias a la transmisión nacional del videoclip, y fue el primero de seis números 1 de ABBA en ese país. Fue la canción que disparó la llamada Abbamanía.
La canción forma parte actualmente del musical Mamma Mia!, basado en las canciones de ABBA. Comúnmente era interpretada por el grupo en sus tours de 1975 y de 1977.

## Rock Me
Rock Me (Muéveme) fue escrita por Björn, Benny y Stig. Fue grabada el 21 de octubre de 1974, en los Glenstudios en Stucksund, llamada primeramente "Didn't I" y posteriormente "Baby", donde era cantada por Agnetha, pero fue arreglada de tal modo que se le puso su nombre actual y fue interpretada por Björn. La canción cuenta como un hombre quiere demostrarle a su pareja todo lo que puede hacer por ella. Este tema viene incluido en el disco ABBA como la pista n.º 8. 
Comúnmente era interpretada por el grupo en sus tours de 1974, de 1975, de 1977, de 1979 y de 1980.
Seis meses más tarde, en Nueva Zelanda y Australia, el sencillo fue volteado, o sea "Rock Me" fue el lado A, y llegó a ocupar las posiciones nº2 y nº4 respectivamente, pero a pesar de todo "Rock Me" fue de un gran gusto para el público oceánico. También en 1979, la canción fue lado B de "Estoy soñando" en México.

## El vídeo
El video de "I Do, I Do, I Do, I Do, I Do" fue grabado entre el 28 y 29 de abril de 1975, en los estudios de SVT en Estocolmo. El video es sencillo y muestra a Agnetha y a Frida cantando en un espacio negro, mientras que Björn y Benny tocan un saxofón. Fue dirigido por Lasse Hallström.
Actualmente está disponible en los DVD The Definitive Collection (DVD), ABBA Number Ones (DVD) y ABBA: 16 Hits.

## Listas

### "I Do, I Do, I Do, I Do, I Do" Charts
| Lista                                     | Posición |
| ----------------------------------------- | -------- |
| Australia Top 50 ARIA Singles Chart       | 1        |
| Nueva Zelanda Top 40 RIANZ Singles Chart  | 1        |
| Sudáfrica Springbok Top 20 Singles Chart  | 1        |
| Suiza Top 100 Singles                     | 1        |
| Bélgica Top 30 BRT Singles                | 2        |
| Bélgica Top 30 Humo Singles               | 2        |
| Noruega Top 20 VG Lista                   | 2        |
| Holanda Top 30 National Hitparade         | 3        |
| Holanda Dutch Top 40 Singles C            | 3        |
| Austria Top 75 Singles                    | 4        |
| Dinamarca Top 40 Singles                  | 4        |
| Zimbabue Top 20 Singles                   | 5        |
| Alemania Top 50 Singles                   | 6        |
| Canadá RPM Adult Contemporany             | 6        |
| Finlandia Sousikki Singles                | 6        |
| E.U.A. Billboard Adult Contemporany       | 8        |
| Canadá Top 50 Singles                     | 12       |
| Francia Top 30 Singles                    | 14       |
| Billboard Hot 100                         | 15       |
| E.U.A. Top 100 Cashbox Singles Chart      | 19       |
| E.U.A. Top 100 Record World Singles Chart | 21       |
| UK Singles Chart                          | 38       |
| Italia Hit Parade Singles                 | 48       |

### Trayectoria en listas
| Posición | 86 | 76 | 69 | 57 | 46 | 41 | 36 | 26 | 21 | 21 | 17 | 15 | 15 | 39 | 54 |

| Posición | 50 | 42 | 41 | 38 | 41 | 44 |

| Australia ARIA Chart Top 75 Singles | Australia ARIA Chart Top 75 Singles | Australia ARIA Chart Top 75 Singles | Australia ARIA Chart Top 75 Singles | Australia ARIA Chart Top 75 Singles | Australia ARIA Chart Top 75 Singles | Australia ARIA Chart Top 75 Singles | Australia ARIA Chart Top 75 Singles | Australia ARIA Chart Top 75 Singles | Australia ARIA Chart Top 75 Singles | Australia ARIA Chart Top 75 Singles | Australia ARIA Chart Top 75 Singles | Australia ARIA Chart Top 75 Singles | Australia ARIA Chart Top 75 Singles | Australia ARIA Chart Top 75 Singles | Australia ARIA Chart Top 75 Singles | Australia ARIA Chart Top 75 Singles | Australia ARIA Chart Top 75 Singles | Australia ARIA Chart Top 75 Singles | Australia ARIA Chart Top 75 Singles | Australia ARIA Chart Top 75 Singles | Australia ARIA Chart Top 75 Singles | Australia ARIA Chart Top 75 Singles | Australia ARIA Chart Top 75 Singles | Australia ARIA Chart Top 75 Singles | Australia ARIA Chart Top 75 Singles | Australia ARIA Chart Top 75 Singles | Australia ARIA Chart Top 75 Singles | Australia ARIA Chart Top 75 Singles | Australia ARIA Chart Top 75 Singles | Australia ARIA Chart Top 75 Singles | Australia ARIA Chart Top 75 Singles | Australia ARIA Chart Top 75 Singles |
| Semana                              | 1                                   | 2                                   | 3                                   | 4                                   | 5                                   | 6                                   | 7                                   | 8                                   | 9                                   | 10                                  | 11                                  | 12                                  | 13                                  | 14                                  | 15                                  | 16                                  | 17                                  | 18                                  | 19                                  | 20                                  | 21                                  | 22                                  | 23                                  | 24                                  | 25                                  | 26                                  | 27                                  | 28                                  | 29                                  | 30                                  | 31                                  |                                     |
| ----------------------------------- | ----------------------------------- | ----------------------------------- | ----------------------------------- | ----------------------------------- | ----------------------------------- | ----------------------------------- | ----------------------------------- | ----------------------------------- | ----------------------------------- | ----------------------------------- | ----------------------------------- | ----------------------------------- | ----------------------------------- | ----------------------------------- | ----------------------------------- | ----------------------------------- | ----------------------------------- | ----------------------------------- | ----------------------------------- | ----------------------------------- | ----------------------------------- | ----------------------------------- | ----------------------------------- | ----------------------------------- | ----------------------------------- | ----------------------------------- | ----------------------------------- | ----------------------------------- | ----------------------------------- | ----------------------------------- | ----------------------------------- | ----------------------------------- |
| Posición                            | 68                                  | 67                                  | 65                                  | 52                                  | 46                                  | 32                                  | 29                                  | 22                                  | 19                                  | 9                                   | 4                                   | 2                                   | 1                                   | 1                                   | 1                                   | 2                                   | 5                                   | 7                                   | 7                                   | 10                                  | 15                                  | 15                                  | 18                                  | 22                                  | 25                                  | 32                                  | 32                                  | 42                                  | 46                                  | 50                                  | 71                                  |                                     |

### Listas de Fin de Año
| País           | Posición | Año  |
| -------------- | -------- | ---- |
| Australia      | 13       | 1975 |
| Bélgica        | 12       | 1975 |
| Canadá         | 132      | 1976 |
| Estados Unidos | 95       | 1976 |
| Francia        | 60       | 1975 |
| Nueva Zelanda  | 6        | 1975 |
| Nueva Zelanda  | 55       | 1976 |
| Países Bajos   | 38       | 1975 |
| Sudáfrica      | 12       | 1975 |
| Suiza          | 7        | 1975 |

### "Rock Me" en las listas
| Lista                                    | Posición | Lista de Fin de Año |
| ---------------------------------------- | -------- | ------------------- |
| Nueva Zelanda Top 40 RIANZ Singles Chart | 2        | 41                  |
| Australia Top 50 ARIA Singles Chart      | 4        | 14                  |